# 川村正幸
川村 正幸（かわむら まさゆき、1946年 - ）は、日本の法学者。専門は、会社法・金融商品取引法・銀行法・手形法など。学位は、博士（法学）（一橋大学・論文博士・1995年）（学位論文『手形抗弁の基礎理論』）。一橋大学名誉教授。駿河台大学第6代学長。法務省司法試験考査委員等も歴任。手形・小切手法の第一人者。

## 人物・来歴
桜修館中等教育学校後期課程を経て、1969年（昭和44年）一橋大学法学部卒業、1975年（昭和50年）一橋大学大学院法学研究科博士課程単位修得退学。堀口亘門下。
1975年（昭和50年）一橋大学助手就任。1977年（昭和52年）講師、助教授を経て、1986年（昭和61年）法学部教授に就任。1998年（平成10年） - 2000年（平成12年）法学部長・法学研究科長を経て、2004年（平成16年）当時の石弘光一橋大学学長のもとで副学長に就任、国立大学法人への移行などを担った。2004年（平成16年）一橋大学理事就任。2005年神田一ツ橋の一橋大学大学院国際企業戦略研究科教授。2009年（平成21年）一橋大学を定年退職、同名誉教授。同年御茶ノ水の駿河台大学大学院法務研究科教授、2011年（平成23年）より駿河台大学学長。

また、1995年（平成7年）に学位論文『手形抗弁の基礎理論』で一橋大学より博士（法学）の学位を取得。
この間に、日本海法学会理事・日本私法学会理事・金融法学会理事を歴任。また、1995（平成7年） - 1997年（平成9年）に公認会計士試験委員、1997（平成9年） - 2002年（平成14年）に司法試験考査委員に就任した他、大学評価・学位授与機構専門委員、大学設置・学校法人審議会専門委員、中央教育審議会専門委員に就任、2004（平成16年） - 2005年（平成17年）に法科大学院協会副理事長を務めた。主に専門職大学院設置に関する委員として政府等で活動。2017年度司法試験考査委員。指導学生に尾関幸美など。

## 著書

### 単著
- 『手形小切手法』法研出版、1990年/第2版、2007年
- 『手形抗弁の基礎理論』弘文堂、1994年
- 『手形・小切手法』新世社、1996年/第3版、2005年

### 共編著
- 『手形・小切手法』田中誠二・川村正幸共著、千倉書房、1988年
- 『現代商法』梶山純・川村正幸編著、中央経済社、1992年/第8版、2003年
- 『商法』田中誠二・堀口亘・川村正幸共著、千倉書房、2000年
- 『新しい会社法制の理論と実務』川村正幸・布井千博編、経済法令研究会、2006年
- 『金融商品取引法』川村正幸編、中央経済社 、2008年/第2版、2009年
- 『テキストブック金融商品取引法』川村正幸編、中央経済社、2009年
- 『詳説会社法』川村正幸・仮屋広郷・酒井太郎共著、中央経済社 2016年
- 『金融商品取引法の基礎』川村正幸・品谷篤哉・山田剛志・芳賀良共著、中央経済社 2018年
- 『コア・テキスト商法総則・商行為法』川村正幸・品谷篤哉・酒井太郎共著、新世社 2019年
- 『コア・テキスト会社法』川村正幸・品谷篤哉・山田剛志・尾関幸美共著、新世社 2020年
- 『コア・テキスト企業法入門』川村正幸・吉田正之・小川宏幸・水島治共著、新世社 2022年
- 『会社法の基礎』川村正幸・芳賀良・吉行幾真共著、中央経済社 2022年
- 『コア・ゼミナール会社法』川村正幸・芳賀良共編著、新世社 2023年

### 監修
- 『金融商品取引法Q&A』本多広和・服部誠編著、銀行研修社、2006年
- 『登録金融機関のための金融商品取引の実務対応Q&A』畠山久志・田中和明編、清文社、2008年